# Abele Ajello
Abele Ajello (Mazara del Vallo, 10 aprile 1859 – Mazara del Vallo, 17 ottobre 1940) è stato un chirurgo e patologo italiano.

## Biografia
Diplomatosi al liceo classico di Mazara del Vallo, si iscrisse alla facoltà di Medicina e frequentò le università di Pavia, Torino e Napoli. Qui conseguì la laurea in Medicina e Chirurgia nel 1887. Si specializzò quindi in anatomia patologica e in chirurgia.
La sua carriera ebbe inizio a Palermo, dove entrò a far parte del servizio di guardia dell'Ospedale della Concezione, operando contemporaneamente presso la clinica chirurgica del prof. Vincenzo Marchesano e presso l'istituto di anatomia patologica del prof. Santi Sirena.
Nel 1892 venne chiamato dal prof. Iginio Tansini, suo maestro a Pavia, che aveva intanto ottenuto il trasferimento a Palermo, a ricoprire l'incarico di primo aiuto della clinica chirurgica dell'università.

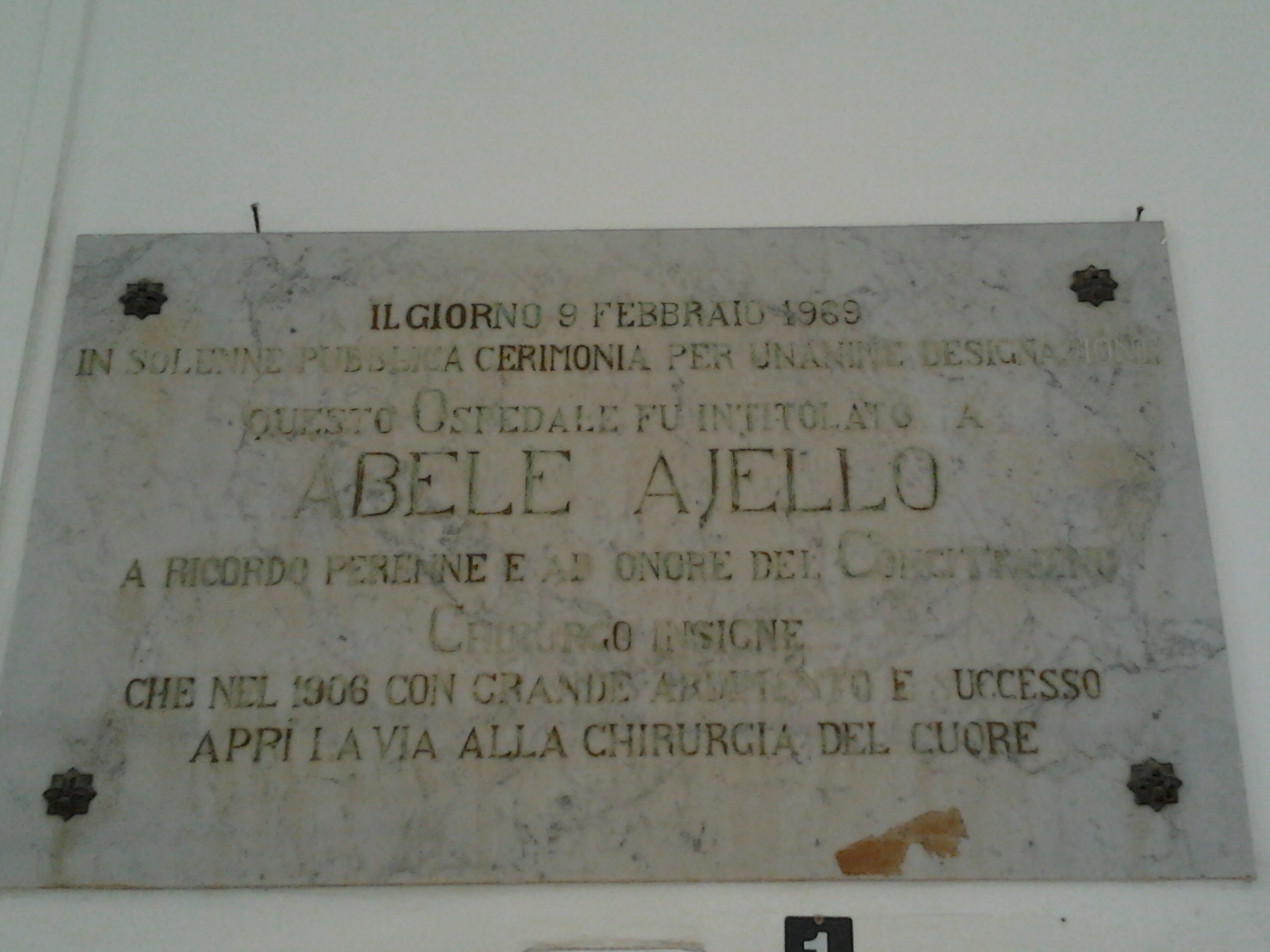
Lapide commemorativa dell'intitolazione dell'ospedale

Lasciata la carriera universitaria per intraprendere quella ospedaliera, continuò la sua opera in qualità di chirurgo primario dell'Ospedale San Saverio di Palermo dove, nel dicembre 1906, primo in Italia, effettuò un intervento di sutura miocardica, su un paziente che aveva subito un trauma toracico. Questo evento è ricordato in una lapide muraria che si trova nell'ospedale di Mazara del Vallo, a lui intitolato il 9 febbraio 1969.
Durante la guerra italo-turca fu incaricato della direzione chirurgica degli ospedali militari di Palermo. Per i suoi meriti venne insignito della medaglia d'oro al merito della salute pubblica.
Lasciò numerose pubblicazioni di patologia, di anatomia patologica, di batteriologia, di tecnica operatoria.

## Opere
- Sulle alterazioni organiche dipendenti dalla narcosi cloroformica: ricerche - Palermo, 1895[3]
- Pionefrosi - Palermo, 1897[3]
- Chirurgia del cancro del piloro - Palermo, 1899[3]
- Sulla tubercolosi primitiva del collo dell'utero - studio clinico ed anatomo-patologico - Palermo - Riforma medica, 1900[4]
- Contributo clinico di chirurgia gastrica - Palermo - Scuola tip. Boccone del povero, 1918[5]
- Patologia speciale chirurgica dimostrativa[6]